# Anna von Hintzen
Anna von Hintzen, eller Hinske, som gift Ribbing, död i Lübeck, var en svensk (ursprungligen baltisk) adelsdam och mördare. 
Hintzen var dotter till en tyskbaltisk överste von Hintzen från Riga i Svenska Balticum. Själv stavade hon sitt namn Hinske. Hon gifte sig med en svensk adelsman, Nils Ribbing (1590-1641) som var ståthållare på Kalmar slott 1637-1638. Anna von Hintzen beskrivs som en hämndlysten arbetsgivare som praktiserade våld som hämnd på sin personal då de gjorde henne upprörd. År 1640 begick hon mord på en piga och därefter en tjänstepojke. Hon for då till Danmark för att undslippa straff. Nils Ribbing följde henne dit och avsattes i samband med detta från sitt ämbete. Paret bodde sedan i Lübeck, där maken avled 1641. Anna von Hintzen blev som änka, i ett kungligt brev från 8 februari 1648, av okända skäl och trots sina brott "adopterad till adelskap", det vill säga erkändes som medlem av adeln trots sina brott: 'Hon slog först ihjäl en tjänstegosse och sedan en tjänstepiga. Hennes adelskap erkändes det oaktat genom k. m:ts brev av den 8 febr. 1648, då hon levde änka.' Hon avled i Lübeck och begravdes i Wismar.
Hon fick sju barn och var bland annat mor till Seved Ribbing, öfverstelöjtnant vid Adelsfanan och genom sin dotter Catharina Ribbing från 1650 svärmor till drottning Kristinas gunstling Anton von Steinberg.